# Erodius siculus
Erodius siculus  ist ein Käfer aus der Familie der Schwarzkäfer. Die Gattung Erodius ist in Europa mit zwölf Arten vertreten. Erodius siculus bildet vier Unterarten aus. Das Verbreitungsgebiet aller Unterarten ist auf Südeuropa beschränkt.

## Bemerkung zum Namen
Die Beschreibung der Art Erodius siculus wurde erstmals in der Sitzung der Société Entomologique de France (Entomologische Gesellschaft Frankreichs) am 4. Juni 1834 von Solier vorgetragen. Die der Beschreibung zu Grunde liegenden Käfer stammten aus Sizilien, was den Namen siculus (sizilisch) erklärt.
In der gleichen Sitzung beschrieb Solier Erodius neapolitanus und bemerkte dazu, dass dies möglicherweise eine Variante von Erodius siculus sei. Der Käfer wird heute als Unterart Erodius siculus neapolitanus geführt. Das beschriebene Material stammt aus Neapel, was den Namen neapolitanus erklärt.
Die Unterart dalmatinus wurde 1865 von Kraatz aus Dalmatien (ohne genauere Fundortangabe) beschrieben. Daraus erklärt sich der Name dalmatinus.
Die Unterart melitensis wurde 1914 von Reitter beschrieben. Auch hier bezieht sich der Name auf den Fundort (lat. melitensis = maltesisch). Die Tiere kommen auf Malta vor.
Die  Gattung Erodius wurde bereits 1775 von Fabricius aufgestellt. Der Bezug des Gattungsnamens (altgriechisch für den Vogel Reiher, möglicherweise im negativen Sinn als Täuscher) zum Käfer bleibt unklar.

## Eigenschaften des Käfers
| | |
| Abb. 1: Erodius siculus dalmatinus, Weibchen | |
| | |
| Abb. 3: Fühler von unten | |
| Abb. 2: Mundwerkzeuge von oben rechte Seite koloriert gelb: Oberlippe pink: Oberkiefer                                                                    | |
| | |
| Abb. 4: Mundwerkzeuge von unten rechte Seite zum Teil koloriert gelb: Kinn, pink: Oberkiefert grün: Kiefer- blau: Lippentaster                            | Abb. 5: Männchen, Unter- seite Vorderbrust, rechts teils koloriert; blau: Wimpersaum, rot:'Bart', grün: Vorderhüfte        |
| | |
| Abb. 6: Ausschnitt der rechten Flügeldecke im mittleren Bereich blaue Pfeilspitze auf Flügelnaht grüne Pfeilspitze auf Dorsalrippe                        | Abb. 7: Wimpersaum am Vorderrand des Halsschilds etwas links von der Mitte (helle Querlinie durch Ver- schmutzung am Rand) |
| | |
| Abb. 8: Spitze der Flügeldecken | |
| | |
| Abb. 9: Ausschnitt der Unterseite des Hinterleibs, links Weibchen, rechts Männchen                                                                        | |
| | |
| Abb. 10: Vorderbein (oben) und Hinterbein (unten) von unten betrachtet, links Weibchen, rechts Männchen Pfeilspitzen auf die Innenseite der Vorderschiene | |

Der mattschwarze Käfer ist gewölbt (knapp ein Fünftel breiter als hoch) und er ist nur gut eineinhalb mal so lang wie breit. Die weit verbreitete Unterart dalmatinus wird etwa dreizehn Millimeter lang bei einer Breite von gut acht Millimetern, andere Unterarten können kleiner sein.
Der Kopf wird schräg nach unten geneigt getragen. Er ist oben glatt, seitlich leicht und nach vorn stark gerunzelt (Abb. 1 rechts unten und Taxobild). Die Augen sind klein und quer oval. Sie werden von oben nicht durch eine Erweiterung des Kopfskeletts beschattet. Die Fühler (Abb. 3) sind schnurförmig. Sie erscheinen bei flüchtiger Betrachtung zehngliedrig, ein elftes Glied sitzt jedoch als sehr flacher Kegelstumpf dem zehnten Glied auf. Man findet auch die Beschreibung, dass die Fühler zehngliedrig mit geringeltem zehnten Glied sind. Die Einlenkung der Fühler ist durch eine lappenförmige Erweiterung der Wangen verdeckt. Das dritte Fühlerglied ist verlängert, die folgenden Glieder zylindrisch mit fast gleicher Länge, vom achten bis zehnten Glied verdickt sich der Fühler etwas. Die Oberlippe (in Abb. 2 hälftig gelb getönt) ist annähernd quer rechteckig und beweglich mit dem Kopfskelett verbunden. Die Oberkiefer (in Abb. 2 und 4 rechts pink getönt) enden in zwei übereinander stehenden Zähnen. Der obere Zahn ist größer und steht nicht nach oben ab. Bei geschlossenen Kiefern greifen die Zähne ineinander. Das Kinn (in Abb. 4 gelb getönt) füllt den Kehlausschnitt aus und verdeckt die Zunge völlig und die Unterkiefer größtenteils. Die Zunge ist klein, zweilappig und vorn bewimpert. Die großen Kiefertaster (in Abb. 4 grün getönt) sind viergliedrig, die Lippentaster (in Abb. 4 blau getönt) dreigliedrig.
Der Halsschild ist viel breiter als lang und verjüngt sich nach vorn. Die Vorderecken sind abgerundet, die Hinterecken sind zugespitzt. Die Basis ist nicht nahezu geradlinig abgestutzt, sondern vor jeder Flügeldecke konkav gekrümmt (doppelbuchtig). Vorn und seitlich ist der Halsschild dünn gerandet, an der Basis ist der Rand nur seitlich und obsolet ausgebildet. Der Halsschild ist auf der Scheibe zerstreut und seicht punktiert, zu den Seiten wird die Punktierung etwas dichter. Der Halsschild zeigt am Vorderrand eine auffallende goldgelbe Querlinie. Diese wird durch einen Saum goldgelber Wimpern hervorgerufen (Abb. 7). Der Wimpernsaum setzt sich an den Seiten und der Unterseite der Vorderbrust fort (in Abb. 5 rechts blau getönt). Seitlich ist die Vorderbrust nach vorn vorgezogen und umschließt den Kopf bis zu den Augen. Die Basis des Halsschilds ist etwas breiter als die Basis der Flügeldecken.
Von der Seite betrachtet bildet der Seitenrand des Halsschilds mit dem Seitenrand der Flügeldecken keinen Winkel, sondern die beiden Ränder grenzen bogenförmig aneinander (Abb. 1 links unten).
Das Schildchen ist nicht sichtbar.
Die Flügeldecken sind rundlich, die größte Breite wird auf der halben Körperlänge erreicht. Die Flügeldecken sind an der Naht miteinander verwachsen. Sie sind fein und zerstreut, aber markant gekörnt, auch nahe der Naht (Abb. 6). Zur Spitze der Flügeldecken hin stehen die Körnchen ziemlich dicht (Abb. 8). Die Flügeldecken verschlanken sich nach hinten zunehmend und enden in einer gemeinsamen wulstartigen Verlängerung (Abb. 8). Die Unterarten unterscheiden sich durch den Grad der Ausbildung der Längsrippen. Man unterscheidet eine innere Dorsalrippe, die nahe der Flügeldeckennaht verläuft, eine äußere Dorsalrippe oder Seitenrippe und eine Humeralrippe oder Randrippe. Letztere ist immer ausgebildet, die beiden anderen zeigen eine sich teilweise überschneidende Varianz. In der Regel jedoch ist bei der Nominatform die innere Dorsalrippe höchstens angedeutet, die äußere nur schwach, oft nur farblich als glänzende Linie ausgebildet. Bei dalmatinus ist die innere Dorsalrippe ebenfalls höchstens angedeutet, fehlt in der Regel (Taxobild, Abb. 1 links oben) völlig, die Seitenrippe (grüne Pfeilspitze in Abb. 6) ist jedoch deutlich erhaben.  Bei neapolitanus ist die äußere Dorsalrippe ebenfalls sehr deutlich ausgebildet, aber auch eine schwache innere Dorsalrippe. Bei melitensis ist die innere Dorsalrippe nicht schwächer ausgebildet als die äußere.
Auf dem Prosternum der Männchen befindet sich nahe dem Vorderrand mittig ein rundlicher Fleck mit langen goldgelben Haaren, den Kraatz Bart nennt (in Abb. 5 hälftig rot getönt). Der Bart kann zwar abgerieben werden, ist aber durch ein kleines Grübchen an seiner Stelle immer noch erkennbar. Die Unterseite des Hinterleibs ist bei den Männchen matt, bei den Weibchen glänzend und weniger stark punktiert als beim Männchen (Abb. 9).
Die Vorder- und Mittelhüften sind kugelig, die Einlenkung der Vorderhüften (in Abb. 5 rechts grün getönt) ist nicht vollständig von der Vorderbrust umgeben, sondern wie bei den die anderen Hüften sind die Hüfthöhlen nach hinten offen. An allen drei Beinpaaren sind die Hüften voneinander entfernt, die quer liegenden Hinterhüften sind besonders weit auseinander gerückt.
Die Beine (Abb. 10) sind bei den Weibchen kürzer als bei den Männchen. Erodius siculus gehört zu den Arten der Gattung mit kurzen und breiten Vorderschienen, die bei den Männchen auf der Innenseite annähernd gerade sind (grüner Pfeil in Abb. 10). Bei den Weibchen ist die Innenseite der Vorderschienen gekrümmt (blauer Pfeil in Abb. 10). Bei beiden Geschlechtern sind die Vorderschenkel am Innen- und Außenrande, die Vorderschienen nur am Innenrand lang bewimpert. Ebenfalls bei beiden Geschlechtern sind auf der Außenseite der Vorderschienen zwei kräftige Zähne ausgebildet (Grabbeine), die bei den Weibchen kräftiger ausfallen als bei den Männchen.
Alle Schienen tragen zwei Enddorne. Die Schienen am mittleren Beinpaar sind gerade, die Schienen der Hinterbeine sind fast gerade. Die Schenkel sind seitlich zusammengedrückt.
Die Tarsen der Hinterbeine sind viergliedrig, die der übrigen Beine fünfgliedrig. Die Tarsen sind schmal und lang, besonders am mittleren und hinteren Beinpaar. Sie sind seitlich und unterseits mit stacheligen Borsten besetzt. Das letzte Tarsenglied ist länger als die beiden ersten zusammen. Die Krallen sind fein und lang.

## Biologie
Die Art ist streng psammophil. Sie kommt hauptsächlich auf Sanddünen an der Küste vor, auf Sizilien wird der Käfer auch im Inland auf Sand gefunden, in Norditalien auf sandigen Lichtungen von Küstenwäldern. In einem Schutzgebiet bei Rom fand man die Käfer auf Sanddünen, in niederer Macchie und auf Steppe, sie fehlten aber in hoher Macchie, Feuchtgebieten, Eichen- und Kiefernwäldern. Sie wurden auch aus sandigen Weingärten gemeldet. Bezüglich der Höhenverteilung der Funde (in Latium) ist der Käfer der niedrigsten Höhenstufe (0–100 m) zuzuordnen.
Die thermophilen und xerophilen Tiere sind durch einen Hohlraum unter den Flügeldecken (subelytral cavity) und eine dicke Chitinschicht an trocken-heiße Standorte angepasst. Die Käfer sind tagaktiv und bewegen sich in hellem Sonnenschein sehr flink über den Untergrund.  Sie können sich bei Störungen oder ungünstigen Witterungsbedingungen schnell in den Sand eingraben.
Bezüglich dem jahreszeitlichen Auftreten und der Verteilung auf verschiedene Zonen der Dünen gibt es bei verschiedenen Untersuchungen zur Tenebrionidenfauna unterschiedliche Ergebnisse. So zeigen Aufsammlungsergebnisse an der Westküste Süditaliens, dass die Käfer ganzjährig auftraten, jedoch im März – April und August – Dezember deutlich häufiger als im Winter und während der heißesten Jahreszeit. Bei einer anderen Düne Süditaliens wurde jedoch die größte Häufigkeit im Frühjahr und Sommer festgestellt, im Herbst wurde die Art nicht gefunden. Im Sand vergrabene Exemplare fand man hauptsächlich im Januar. Bei einem Vergleich der Bildungszone der Düne (mit Echinophora spinosae und der Binsen-Quecke), der weißen Düne (mit noch lockerem Sand, Echinophora spinosae und Ammophila arundinacea) und dem Übergang zur Düne mit Humusanteil (mit Lotus cytisoides und Crucianella maritima)  wurde in einem Untersuchungsgebiet an der Westküste Italiens die Art am häufigsten in der Düne mit Humusanteil gefunden, am seltensten in der Bildungszone der Düne. In einem Untersuchungsgebiet an der Ostküste Italiens jedoch wurde der Käfer ausschließlich in der Bildungszone gefunden.
Die Käfer ernähren sich überwiegend von zerfallender organischer Substanz (Detritus). Sie werden jedoch als opportunistisch omnivor eingestuft, sie greifen beispielsweise erfolgreich die Raupen des Schmetterlings Brithys crini an.
Innerhalb der Tenebrioniden zählt die Art zu den größeren, die bei einer relativ niedrigen Bestandsdichte wenig Nachkommen erzeugt und die damit die Fortpflanzungsstrategie der K-Strategen befolgen.

## Verbreitung
Die Art ist in Teilen des westlichen Mittelmeers und transadriatisch (östlich und westlich), aber nicht im Norden der Adria verbreitet. Die Nominatform ist auf Sizilien und die Insel Favignana beschränkt, die Unterart melitensis auf Malta. Die Unterart neapolitanus kommt in Süditalien an der Westküste südlich von Rom, an der West- und Ostküste Kalabriens und auf den Liparischen Inseln vor. Die Unterart dalmatinus hat das größte Verbreitungsgebiet. Sie ist aus Griechenland (Insel Korfu), der Ostküste Italiens, Albanien und Dalmatien bekannt.